# Fermín Emilio Lafitte

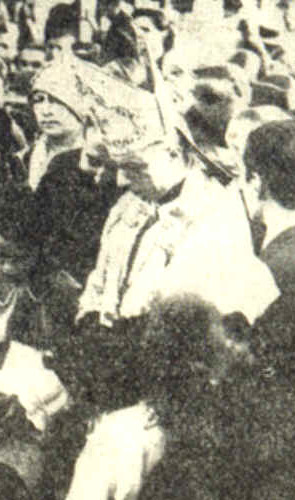
Erzbischof Fermin Lafitte (ca. 1934)

Fermín Emilio Lafitte (* 2. November 1888 in Peyrun, Département Hautes-Pyrénées, Frankreich; † 8. August 1959 in Córdoba, Argentinien) war ein argentinischer römisch-katholischer Geistlicher französischer Herkunft, der Bischof und Erzbischof von Córdoba sowie für kurze Zeit Erzbischof von Buenos Aires war.

## Leben
Lafitte wurde in Frankreich geboren und emigrierte nach Argentinien. Er empfing am 15. August 1911 das Sakrament der Priesterweihe.
Am 7. Juli 1927 wurde er von Papst Pius XI. zum Bischof von Córdoba berufen. Die Bischofsweihe spendete ihm am 16. Oktober 1927 der Apostolische Nuntius in Argentinien, Erzbischof Filippo Cortesi; Mitkonsekratoren waren der Bischof von La Plata, Francisco Alberti, und der Bischof von San Juan de Cuyo, José Américo Orzali. Am 20. April 1934 wurde das Bistum Córdoba von Papst Pius XII. zum Erzbistum erhoben, und Bischof Fermín Lafitte wurde dessen erster Erzbischof.
Er galt als einer der führenden Konservativen im argentinischen Episkopat und löste Auseinandersetzungen in der Beziehung zwischen Staat und Kirche aus, indem er säkulare Reformen gegenüber Präsident Juan Perón organisierte. Am 8. Juli 1957 wurde er zum ersten Apostolischen Vikar des mit gleichem Datum neu geschaffenen Militärvikariats von Argentinien ernannt. Im Jahre 1958 wurde er unter dem Erzbischof von Buenos Aires, Kardinal Santiago Luis Copello, zum Koadjutorerzbischof der Erzdiözese Buenos Aires und zum Titularerzbischof von Antiochia in Pisidien ernannt, nachdem Copello sich wegen der politischen Spannungen nach Rom zurückgezogen hatte. Papst Johannes XXIII. ernannte Kardinal Copello am 26. Mai 1959 zum Apostolischen Kanzleiverwalter, so dass das Amt des Erzbischofs von Buenos Aires automatisch auf Lafitte überging. Er war für weniger als drei Monate Erzbischof von Buenos Aires, denn bereits am 8. August 1959 starb er während einer Messe mit Militärangehörigen bei einem Besuch in der Marineschule. Die Ursachen seines Todes wurden nicht veröffentlicht, bekannt wurde lediglich, dass er zuvor über Schwindelgefühle geklagt habe.
Seine sterblichen Überreste wurden in der Kathedrale von Buenos Aires beigesetzt.

## Ehrungen
Ein Platz im barrio (Stadtviertel) Monte Castro von Buenos Aires trägt seinen Namen.